# 아이온: 영원의 탑
《아이온: 영원의 탑》(Aion: Tower of Eternity, 아이온)은 엔씨소프트가 서비스 중인 판타지 설정의 대규모 다중 사용자 온라인 롤플레잉 게임(MMORPG)이다. 배경 음악을 재일 교포 출신의 작곡가 양방언이 맡아 화제가 되기도 하였다. 2008년 11월 25일에 대한민국을 시작으로 서비스를 게시하였다.
영어 번역은 KBS 2TV에서 방송되었던 《미녀들의 수다》에 출연한 독일인 패널 미르야 말레츠키가 참여하기도 하였다.

## 업데이트 연혁
그동안 진행된 아이온의 업데이트 역사이다.
1.1 업데이트: 잠든 과거가 눈을 뜬다(2009년 3월 4일 시행)
1.2 업데이트: 데바의 머스트해브(2009년 4월 15일 시행)
1.5 업데이트: 용족의 그림자 (2009년 8월 5일 시행)
1.9 업데이트: 데바 총집결(2010년 3월 24일 시행)
2.0 업데이트: 용계 진격 (2010년 5월 28일 시행)
2.1 업데이트: 황금데바 신드롬(2010년 10월 6일 시행)
2.5 업데이트: 주신의 부름(2011년 1월 26일 시행)
2.6 업데이트: 제2템페르의 비밀(2011년 5월 3일 시행)
2.7업데이트: 데바 대 데바(2011년 7월 27일 시행)
3.0 업데이트: 약속의 땅(2011년 11월 9일 시행)
근원 점령전 업데이트(2012년 2월 1일 시행)
영웅 시대 업데이트(2012년 5월 9일 시행)
3.5 업데이트: 티아마트에 맞선 자(2012년 7월 11일 시행)
4.0 업데이트: 최초의 총성(2012년 12월 20일 시행)
4.0 업데이트: 전장의 노래(2013년 1월 16일 시행)
4.0 업데이트: 카탈람 침공(2013년 3월 13일 시행)
요르문간드 진격로 업데이트(2013년 5월 29일 시행)
4.5 업데이트: 주신의 열쇠(2013년 8월 28일 시행)
보랏빛 혁명 업데이트(2014년 1월 15일 시행)
대침공 업데이트(2014년 5월 28일 시행)
명랑강화 업데이트(2014년 8월 27일 시행)
운명의 바람. 랩소디1: 신세계 업데이트(2014년 12월 3일 시행)
운명의 바람. 랩소디2: 태풍의 어비스 업데이트(2015년 6월 24일 시행)
5.0 업데이트: 하이데바(2015년 11월 11일 시행)

## 성적
- '2008 대한민국 게임대상' 대상 수상[3]
- 게임스컴 '최고의 온라인 게임 상' 수상[4]
- 팍스(PAX) '최고의 MMO 게임상' 수상[5]
- 게임트릭스(www.gametrics.com)'pc방 순위 106주 연속 1위'달성[6]
- '아시아 온라인 게임 어워드' 대상 수상[7]

## 해외 배급
- 중국

'샨다게임즈'[www.snda.com]를 통해 서비스 시작..
- 러시아

2009년 12월 28일 '이노바'[www.innovaonline.ru]를 통해 서비스 시작..
- 북미,유럽

2009년 9월 23일, 25일 자체 서비스 시작.
- 대만

2009년 7월 21일 자체 서비스 시작..

## 배경[12]
태초에 아트레이아는 영원의 탑을 중심으로 구성된 하나의 세계였다. 아트레이아 최초의 피조물이었던 용족은 점차 강대해진 힘으로 오만해져 창조주에 대항하고, 아트레이아 자체를 위협하는 존재로 변하게 된다. 이에 창조주는 세상의 근간인 영원의 탑을 지키기 위해 12주신을 세상에 보내 용족에게 대항하게 하지만, 어느 쪽도 우세를 갖지 못한 채 지속된 기나긴 전쟁의 끝에 세상은 대파국을 맞게 된다.
갑작스런 대 파국으로 아이온-영원의 탑이 분열되면서, 용족은 결계 밖으로 쫓겨나게 되고, 아트레이아는 다시는 소통할 수 없는 두 세계로 갈라지게 된다. 갈라진 두 세계는 천계와 마계로 나뉘게 되고, 이들은 각각 수호하는 이상(異想)과 종족의 생존을 위해 상대 진영의 남은 탑을 파괴해야 하는 숙명(宿命)을 안고 극한 대립의 상황에 놓이게 된다. 한편, 이들의 극한대립 사이에서 끊임없이 두 종족 존재를 위협하는 용족의 존재는 천족과 마족 그리고 용족간 무한 전투가 계속되는 원인이 되고 있다.

## 종족

### 천족
플레이어가 플레이 할 수 있는 종족. 대파국 때 아트레이아의 남쪽에 남은 인간과 데바들이다. 플레이하는 캐릭터 '데바'는 하얀 날개를 가지고 있기 때문에 '닭'이라고도 불린다.

### 마족
플레이어가 플레이 할 수 있는 종족. 대파국 때 아트레이아의 북쪽에 남은 인간과 데바들이다. 플레이하는 캐릭터 '데바'는 검은 날개를 가지고 있기 때문에 '까마귀'라고도 불린다.

### 용족
플레이어가 플레이 할 수 없는 종족. 천족과 마족의 공통된 적이다.

## 서버
'라이브 서버'와 '마스터 서버'와 '테스트 서버'가 있다.

### 라이브 서버
아이온의 기본 설적용되는 서버로, 아이온에 적용되는 모든 업데이트와 콘텐츠를 즐길 수 있다.
시엘, 페르노스, 마르쿠탄, 카룬, 무닌, 이스라펠, 네자칸, 지켈, 트리니엘, 루미엘, 유스티엘, 프레기온, 메스람타에다, 챈가룽, 콰이링, 첸카카, 카사카,유클레아스 총 18개 서버로 이루어져 있다.

### 마스터 서버
예전 아이온의 하드코어 콘텐츠를 즐길 수 있는 서버이다. 직업이 8개로 제한되어 있고 최고 레벨이 50으로 제한되어 있다. 모든 아이템을 거래할 수 있고, 명예 포인트 없이 어비스 포인트만으로 계급이 산정된다. 타하바타, 사드하, 찬트라, 그렌달, 바사르티, 루드라 총 6개의 서버로 이루어져 있다.

### 테스트 서버
이 서버에서는 본 서버에 적용되지 않은 다양한 콘텐츠를 즐길 수 있다. 테스트를 위한 서버이므로 빠른 레벨업과 쉬운 아이템 획득을 위해 경험치 획득량이나 아이템 드랍 확률 등이 본 서버보다 높게 설정되어있다. 하지만 캐릭터의 정보나 아이템등이 사전 통보 없이 변경될 수 있고 공지한 일정에 따라 모든 정보가 초기화 되기도 한다.

## 직업

### 전사
판금 계열 방어구를 착용하는 직업군이다. 수호성과 검성으로 전직할 수 있다.

#### 수호성
물리계열 근접 공격을 하는 직업이다. 무기는 대검을 착용하거나 장검과 방패, 전곤과 방패를 착용한다.
수호성은 파티의 리더를 맡는 경우가 많기 때문에, 적에게 징표를 찍어 파티원과 의사소통하는 것에 능숙해야 한다.
- pve에서의 플레이

메인 탱커이다. 방어력이 높은 판금계열 방어구와 방패를 장착해 데미지를 감소시키고 각종 생존기를 사용하여 적으로부터의 공격을 견뎌낸다. 또한 도발 기술을 사용해 아군 데미지 딜러들에게 피해가 가지 않도록 하는 역할을 한다. 한편 데미지 딜링 할때는 대검을 장착해 좋은 화력을 낼 수 있다.
인스턴스 던전에서 파티를 이끄는 리더로써 던전의 구조와 진행정보를 잘 알아야하고, 파티원에게 피해가 갈 때 순간적으로 '전우 보호'나 '주신의 갑옷' 같은 스킬을 사용해 피해를 막는 센스도 필요하다.
- pvp에서의 플레이

수호성의 주된 역할 중 하나는 적을 끌어오는 것이다. 나포, 환영 나포, 포획같은 스킬을 사용해 멀리 떨어져 있는 적을 끌어서 아군 앞으로 데려오면 아군이 데미지를 넣어 적을 처리하는 방식이다. 이 때 스킬이 마법 적중의 영향을 받으므로 마법 적중이 높은 전곤을 착용한다.
또한 적에게 표적이되기 쉬운 치유성, 정령성같은 직업을 보호하거나, 다양한 생존기를 통해 오랫동안 꾸준히 데미지를 주는 것이 수호성의 특징이라고 할 수 있다.
하지만 마법계열 데미지에 취약하기 때문에 따로 마법 상쇄 방어구를 준비하는 것이 좋다.

#### 검성
물리계열 근접 공격을 하는 직업이다. 무기는 미늘창 또는 대검을 착용하거나 쌍수무기를 착용한다.
- pve에서의 플레이

검성은 쌍수무기를 활용한 단일타겟 데미지 딜링이나, 미늘창을 이용한 광역 데미지 딜링에 모두 효과적인 직업이다. 도발 스킬이 있고 판금 방어구를 착용하기 때문에 수호성이 대신 탱커 역할을 하기도 한다.
- pvp에서의 플레이

미늘창을 들고 적진 한복판으로 뛰어가 광역기술을 쏟아 붓는 검성은 적들에게 공포 그 자체이다. 특히 공격력 증가 스킬(돌격 자세, 돌진자세, 네자칸/지켈의 축복)을 사용하면 공격 몇 방에 적들을 처리할 수 있다.
또한 활을 착용해 도망가는 적이나 원거리의 적을 공격할 수도 있다. 하지만 근접 딜러임에도 상대방과 거리를 좁힐 수 있는 스킬이 적은 것이 단점이다.
수호성과 마찬가지로 마법데미지 공격에 취약하므로 마법 상쇄 방어구를 준비하는 것이 좋다.

### 정찰자
가죽 계열 방어구를 착용하는 직업군이다. 궁성과 살성으로 전직할 수 있다.

#### 궁성
물리계열 원거리 공격을 하는 직업이다. 무기는 활을 착용한다.
- pve에서의 플레이

강력한 데미지 딜러이다. 데미지와 공격 속도가 높아지지만 사거리가 줄어드는 '속사의 눈' 스킬을 사용해도 아무런 문제가 없기 때문에, 짧은 시간내에 강력한 데미지를 입힐 수 있다.
'흙먼지 덫'을 사용해 적을 무력화 시키기도 한다.
- pvp에서의 플레이

방어가 약해서 쉽게 죽는 직업이기 때문에 컨트롤을 잘 해야한다. 여러 가지 디버프스킬과 덫을 사용해 적이 공격하기 전에 죽이는 것이 관건이다. 짧은 시간 하급 은신이 가능하여 적을 암살하는 것도 가능하다.
'속사의 눈'을 사용하면 데미지는 좋아지지만 사거리가 짧아지기 때문에, 상황에 따라 잘 활용하는 것도 좋은 플레이를 위한 필수 요건이다. 또한 상대방과 거리를 조절하면서 도망다녀야 하고, '평타 캔슬', '점프 캔슬'을 잘 사용해야 쉽게 상대방을 제압할 수 있다.

#### 살성
물리계열 근접 공격을 하는 직업이다. 무기는 쌍수 무기를 착용한다.
- pve에서의 플레이

데미지 딜러이다. 적의 뒤에서 공격하면 추가 데미지를 입히는 스킬이 있고, 빠른 공격속도로 '평타 캔슬'을 잘 사용한다면 좋은 데미지를 입힐 수 있다. 하지만 근접 공격을 하기 때문에 공격을 피하기 위해 회피 스킬을 잘 사용해야 한다.
'섬광탄'스킬을 사용해 여러마리의 적을 무력화 시키기도 한다.
- pvp에서의 역할

은신 스킬을 사용해 적을 급습하여 순식간에 제거하는 것이 대표적인 플레이 방법이다. 적을 기절시키는 다양한 스킬을 사용해 적을 움직일 수 없게 만든뒤 처치한다. 격렬한 전투 속에서도 '평타 캔슬'을 잘 사용해야 한다.
도망가는 적을 추격하기 위해 활을 사용하기도 한다.

### 법사
로브 계열 방어구를 착용하는 직업이다. 정령성과 마도성으로 전직할 수 있다.

#### 정령성
마법계열 원거리 공격을 하는 직업이다. 무기는 보주 또는 법서를 착용한다. 주된 공격 마법 속성은 대지 속성과 바람 속성이다. 또한 총 5가지 정령을 소환할 수 있는데, 상황에 맞게 잘 활용해야 한다.
- pve에서의 플레이

순간 데미지는 약하지만 지속 데미지 스킬을 이용하기 때문에 네임드나 보스 몬스터에게는 좋은 데미지 딜링을 할 수 있다. 특히 상대방의 강화효과를 지우는 스킬과 침묵, 봉쇄스킬, 장시간 상대방을 무력화시키는 절규류 스킬은 다양한 인던에서 자주 활용된다.
정령을 이용해 순간적인 방어나, 아군 버프, 꾸준한 추가 데미지를 주는 것이 좋은 데미지 딜링의 관건이다.
- pvp에서의 플레이

적들을 한번에 대거 무력화 시킬 수 있는 '공포의 절규'스킬 덕분에 정령성은 제거 1순위 대상이다. 따라서 갖가지 방어 스킬과 컨트롤을 이용해 살아남아 적을 디버프 시키거나, 도트 데미지를 입히거나, 상대방의 강화효과를 지워서 괴롭히는 것이 관건이다.
특히 1:1의 상황에서 정령성은 거의 무적으로 불릴 만큼 절규류 스킬은 강력하다. 하지만 이것을 잘 쓰기 위해 많은 연습이 필요하다.

#### 마도성
마법계열 원거리 공격을 하는 직업이다. 무기는 보주 또는 법서를 착용한다. 주된 공격 마법 속성은 불 속성과 물 속성이다.
- pve에서의 플레이

아이온에서 가장 강력한 스킬들이 마도성에게 있기 때문에, 최고의 딜러로 손꼽힌다.
- pvp에서의 플레이

마도성은 생존력이 약하기 때문에 상대방을 한번에 처치하는 것이 관건이다. 상대방을 변신시키거나 재우는 스킬로 무력화 시킨 다음 지연 발동 스킬과 강력한 데미지스킬을 한번에 퍼붓는다.

### 사제
사슬 계열 방어구를 착용하는 직업이다. 치유성과 호법성으로 전직할 수 있다.

#### 치유성
아군을 치유하거나 마법계열 원거리 공격을 하는 직업이다. 무기는 전곤과 방패 또는 법봉을 착용한다.
- pve에서의 플레이

대부분의 경우에 힐러의 역할을 맡지만, 스티그마를 어떻게 장착하느냐에 따라 힐러가 되기도, 딜러가 되기도 한다. 보스 몬스터의 강력한 한방스킬이나 광역스킬, 또는 상태이상 스킬을 잘 파악하고 상황에 따라 적절한 스킬을 사용하는 센스가 필요하다.
- pvp에서의 플레이

공격계열 스티그마를 착용하면 의외로 강력한 데미지 딜링을 할 수 있다. 하지만 대부분 힐러 스티그마를 착용하기 때문에, 최대한 혼자 돌아다니지 않도록 주의해야 한다. 무리지어 다닐때도 항상 최우선 공격대상이기 때문에, 파티원의 보호를 받아가며 치유, 상태이상 해제등을 잘 해야 한다.

#### 호법성
- PvE에서의 플레이

공격계열 스티그마는 착용을 하지 않고 버퍼로서의 기능에 충실한다. 생명의 축원, 보호의 축원 등 생명력 증가 효과가 있는 버프와 '철벽의 주문'처럼 아군을 보호하는 버프, '질풍의 주문'이나 '신속의 주문'처럼 아군의 공격속도와 스킬시전속도를 대폭 증가시켜주는 버프를 대표적으로 사용한다. 이외에도 진언류 버프로 아군의 이동속도, 속성방어, 정신력지속회복 등의 버프를 켜고 다닌다.
- PvP에서의 플레이

공격계열 스티그마를 장착하면 '호검성'이라 불릴 만큼 법봉에서 나오는 데미지라고는 믿을 수 없을 만큼의 강력한 데미지를 낼 수 있다. 적을 넘어뜨리고, 기절시키는 스턴기가 다수 있고 그를 적절하게 사용해야 한다.
PvE에서처럼 버퍼로서의 기능에 충실할 수도 있다. 위에 소개한 버프를 걸어주고, 치유성을 보조하여 힐을 해준다.

### 기술자
가죽 계열 방어구를 착용하는 사격성과 사슬 계열 방어구를 착용하는 기갑성으로 전직할 수 있다.

#### 사격성
마법 계열 원거리 공격을 하는 직업이다. 무기는 마력총 또는 마력포를 착용한다.
- pve에서의 플레이

강력한 딜러이다.
- pvp에서의 플레이

시전시간 없이 마법을 난사하고, 디버프 기술이 많아서 pvp에서 특히 매우 강력하다. 스킬 사용 순서만 어느정도 숙달되면 쉽게 좋은 플레이를 할 수 있다.

#### 기갑성
마법 계열 근거리 공격을 하는 직업이다. 무기는 기동쇠를 착용한다.
- pve에서의 플레이

강력한 딜러이다. 사슬 방어구를 장착하지만 좋은 도발 스킬과 데미지로 탱커의 역할을 맡기도 한다.
- pvp에서의 플레이

마법 공격을 구사하면서도 탱킹이 좋기 때문에 pvp에서 매우 강력하다. 디버프 스킬로 상대방의 타이밍을 끊고 강력한 스킬을 사용해 적을 처치한다. 그리고 모든 보호막 효과를 없애는 스킬이 있어서 수호성이나 정령성, 치유성같은 보호막이 중요한 직업에게 치명적이다.

### 예술가
로브 계열 방어구를 착용하는 음유성으로 전직할 수 있다.

#### 음유성
아군을 치유하거나 마법계열 원거리 공격을 하는 직업이다. 무기는 현악기를 착용한다. 파티원의 능력치를 향상시켜주는 '파괴의 환상곡'은 어디서나 환영받는다.
- pve에서의 플레이

데미지 딜링을 함과 동시에 때에 따라서 힐링도 함께한다. 정신력을 채워주는 스킬이 있어 정신력이 부족한 치유성이나 마도성에게 도움을 줄 수 있다.
- pvp에서의 플레이

음유성은 유일하게 절규류 스킬을 저항하는 공포 저항 능력치를 상승 시키는 스킬을 가지고 있어 정령성을 상대로 매우 강력하다. 또한 펭귄으로 변신 시키는 스킬이 있어 적을 무력화 시킨 뒤, 강력한 스킬로 한번에 처리한다.

## 스킬

### 일반 스킬
일정 레벨에 도달하면 자동으로 습득할 수 있는 스킬이다.

### 스티그마 스킬
스티그마를 장착함으로써 얻을 수 있는 스킬이다. 스티그마는 스티그마 슬롯에 장착하는 아이템이다. 최고 레벨 기준 일반 스티그마 슬롯 3개, 상급 스티그마 슬롯 2개, 최상급 스티그마 슬롯 1개가 있으며 각각의 슬롯에는 등급보다 같거나 낮은 스티그마를 장착할 수 있다. 일정한 조건을 만족시키면 비전 스티그마가 발동된다.

### 외형 스킬
무기나 방어구의 외형에 존재하는 스킬이다. 다른 아이템에 외형을 입혀도 스킬이 유지된다.

### 장비 스킬
무기나 방어구를 일정 단계 강화시키면 장비에 생기는 스킬이다.

## 공격 기술

### 평타 캔슬
아이온에서는 일반 공격의 모션이 발생할 때 스킬을 사용하면, 일반 공격의 모션을 생략할 수 있다. 이 원리를 이용하여 일반 타격 직후 공격 스킬을 사용하여 모션은 줄이고 대미지는 높이는 것이다.
평캔은 특히, 살성이나 검성 같이 쌍수 무기를 사용하는 클래스에게는 더 중요하다.

### 점프 캔슬
점프에서 착지할 때 잠시 동안 무릎을 굽히는데, 이 타이밍에 시전 시간이 없는 스킬을 사용할 경우 스킬의 모션이 생략된다.
이 원리를 이용하면 이동하며 사용할 수 없는 스킬을 점프를 하면서 사용하거나, 모션이 큰 스킬을 빠르게 사용하는 등 다양한 컨트롤을 할 수 있다. 실전에서 적절히 사용하려면 상당한 연습이 필요한 고난도 컨트롤이다.

### 시전 캔슬
스킬의 시전시간이 끝나기 직전 정확한 타이밍에 움직이면 스킬의 모션이 생략된다. 3가지 중 가장 상위 난이도의 기술이다.

## 아이템

### 아이템의 등급
모든 아이템은 일반(흰색), 희귀(녹색), 전승(청색), 유일(노란색), 영웅(주황색), 신화(보라색)의 6가지 등급이 있다. 일반에서 신화 등급의 아이템으로 갈수록 성능이 좋다. 장비의 경우 기본 능력치 뿐만 아니라 추가 능력치와 마석 슬롯 수, 최대 강화 단계 등의 종류와 개수, 성능이 좋아진다.

### 아이템의 거래
아이템에 판매 불가라는 옵션이 있으면 상인에게 판매가 불가능하다.
아이템에 거래 불가라는 옵션이 있으면 플레이어간 거래가 불가능하다.
아이템에 포장 가능이라는 옵션이 있으면 포장한 뒤 플레이어간 거래가 가능하다.
아이템에 영혼 각인 가능이라는 옵션이 있으면 거래가 가능하며, 영혼 각인 후에는 거래가 불가능하다.

### 장비 아이템

#### pve용 장비 아이템
pvp 아이템과 다르게 적대치 증가량 옵션이 붙어있다. 탱커의 역할을 수행하는 수호성, 검성, 기갑성의 무기와 방어구에는 적대치 증가량 증가 옵션이 붙어있고, 데미지 딜러의 역할을 수행하는 나머지 직업의 무기와 방어구에는 적대치 증가량 감소 옵션이 붙어있다.
현재 최고 레벨은 65이므로 이전까지 착용하는 아이템은 대부분의 플레이어가 짧은 시간 착용하기 때문에 쉽게 구할 수 있는 아이템을 선호하고 큰 돈을 투자해 강화하지 않는다.
최고 레벨 이전에 사용되는 대표적인 아이템은 주화로 교환할 수 있는 주화 아이템과 인스턴트 던전에서 네임드 보스에게 얻을 수 있는 아이템이 있다.
65레벨이 되면 65레벨 제한 최상위 던전의 보스에게 얻을 수 있는 아이템을 착용하거나 제작을 통해 얻을 수 있는 최상급 아이템을 착용한다.

#### pvp용 장비 아이템
pve용 아이템과 다르게 무기와 악세서리(투구제외)에는 pvp 물리/마법 공격력 증가 옵션이, 방어구와 투구에는 pvp 피해량 감소 옵션이 붙어있다.
가장 많이 사용되는 pvp용 아이템은 훈장과 어비스 포인트로 얻을 수 있는 어비스 아이템이며, 이 외에도 투기장 아이템, 전장아이템, 제작아이템 등 다양하다.
최고 레벨이 65이므로 대부분의 플레이어는 65레벨을 달성한 후 pvp아이템을 준비하기 시작한다.
65레벨 pvp아이템에는 대표적으로
- 혈투의 증표로 얻을 수 있는 전장 아이템
- 제작으로 얻을 수 있는 요르문간드 장비 아이템
- 세라미움 공훈 훈장과 어비스 포인트로 얻을 수 있는 65레벨 어비스 아이템이 있다.

### 소모품 아이템
캐릭터의 능력 향상 등을 위해 소모하는 아이템이다.
- 기본(필수) 도핑 아이템
  - 질주의 주문서(이동속도 증가)
  - 용기/각성의 주문서(공격 속도/시전 속도 증가)
  - 물리 치명타/마법 치명타 향상 주문서(물리 치명타/마법 치명타 향상)
  - 음식(물리 공격력/마법 증폭력, 명중/마법 적중, 마법 저항, 마법 상쇄, 생명력, 비행시간 증가 중 몇가지 향상)
  - 음료(생명력 자연 회복량, 정신력 자연 회복량 증가)
  - 봉혼석(타격 데미지를 일정량 증가)
- 방어용 소모 아이템
  - 불/물/땅/바람 속성 방어 향상 주문서(각 속성 방어를 증가시켜준다.)
  - 충격 흡수 아이템(일정 데미지를 흡수하는 방어막을 형성한다.)
- 회복 아이템
  - 물약류(생명력이나 정신력을 일정량 회복시킨다.)
  - 신약류(생명력이나 정신력을 대폭 회복시킨다)
- 귀환 주문서(주문서 별 마을로 귀환)

### 기타 아이템

#### 개조 아이템
- 강화용 아이템
- 염색용 아이템

#### 유물
특정 npc에게 어비스포인트로 교환할 수 있는 아이템이다.

#### 제작 재료 아이템
제작에 사용되는 재료이다. 채집이나 사냥 또는 npc를 통한 구입 등을 통해 구할 수 있다.

#### 잡동사니 아이템
상점에 팔아 키나로 교환하는 아이템이다.

### 장비 아이템 강화
아이온의 무기와 방어구는 강화할 수 있다.
무기는 강화시 공격력 또는 마법 증폭력이 증가하고, 방어구는 공격력/마법 증폭력/생명력등이 증가한다.
일정확률로 크리티컬이 발생해 +2 또는 +3만큼 강화 단계가 상승할 수 있다.

#### 일반 강화
장비의 최대 강화 수치 만큼만 강화할 수 있는 강화다. 실패시 강화 단계가 1단계 하락한다. 1~5단계 강화석 또는 주신의 강화석을 사용해 강화할 수 있다.
일반 강화석을 사용할 시 11강화 이상부터는 강화실패시 강화단계가 10단계로 떨어진다.
주신의 강화석을 사용시 11~15단계 강화 실패시 강화단계가 1단계만 하락하고, 방어구는 강화 크리티컬 확률이 상승한다.
마스터 서버에는 주신의 강화석을 사용시 100% 강화 크리티컬이 발동한다.

#### 돌파 강화
최대 강화 수치에 도달할 시, 추가로 장비를 강화하려면 키나를 소비해 돌파를 해야한다. 돌파 이후 강화에는 주신의 강화석만 사용할 수 있다. 또한 강화 실패시 기존 최대 강화 수치까지 강화 단계가 하락한다.
20단계 강화에 성공하면, 장비에 특별한 스킬이 부여되며, 장착시 사용할 수 있다. 또한 20단계 강화 이후에는 강화를 성공할 때마다 아이템 포장 횟수가 1회씩 상승한다.

#### 이디안 강화
이디안을 이용한 강화이다. 무기에만 가능하며 항상 성공한다. 쌍수 무기의 경우 한쪽의 이디안만 적용된다. 종류에 따라서 랜덤한 옵션이 부여된다. 일정량 이상 사용하면 효과가 사라진다.
쌍수 무기를 사용시 오른쪽 무기에 있는 이디안 효과만 적용된다.

#### 마석 강화
마석을 이용한 강화이다. 강화 실패시 실패한 마석은 사라진다. 일반 마석, 복합 마석, 고대 마석이 있다.

#### 신석 강화
신석을 이용한 강화이다. 무기에만 가능하며 항상 성공한다. 한번 강화를 하면 끝까지 유지되는 일반 신석과 일정 확률로 효과가 사라지는 환영 신석이 있다. 쌍수 무기를 착용시 각각 발동 확률이 따로 적용된다.
상태이상 신석과 데미지 신석으로 나뉘는데, 발동 확률이 %로 정해져있기 때문에 공격 속도가 빠른 살성이나 사격성을 매우 강력하게 만들어 준다.

#### 신성 부여
신성 부여가 가능한 아이템에는 키나를 소비해 신성부여를 할 수 있다. 신성부여된 아이템은 추가적인 능력치가 부여된다. 일정량 사용하면 장비의 신성부여 수치가 감소한다.

#### 마력 부여
어비스 아이템 중에는 마력 부여가 가능한 아이템이 있다. 마력부여가 가능한 아이템에는 어비스 포인트를 소비해 마력부여를 할 수 있다. 마력부여된 아이템은 추가적인 능력치가 부여된다. 일정량 사용하면 장비의 마력부여 수치가 감소한다.

### 장비 아이템 진화
장비에 일정한 재료를 더해서 향상된 성능의 아이템으로 업그레이드 시키는 과정이다. 장비 진화에는 필요한 강화 수치가 있으며, 진화시 5단계 하락한다.
또한 이디안 부여 옵션, 신성부여 단계, 마력부여 단계, 외형은 유지 되지 않고 나머지는 모두 유지 된다.

### 각성
각성수를 이용해 장비의 능력치를 상승시키는 것을 각성이라고 한다. 강화는 아이템의 기본적인 성능을 상승시키는 반면, 각성은 다양한 추가옵션이 부여된다는 차이가 있다.

#### 악세서리 각성
악세서리는 최대 5단계까지 강화시킬 수 있으며, 각성 실패시 각성 단계가 0단계로 떨어진다.
악세서리를 각성하면 모자, 목걸이, 귀고리는 pvp 물리/마법 공격력 옵션이 증가되며, 반지와 허리띠를 각성하면 pvp 물리/마법 방어력 옵션이 증가한다.

#### 주신의 깃털 각성
주신의 깃털은 최대 각성 제한이 없으며, 강화 실패시 아이템이 파괴된다.
깃털의 종류마다 각성 시 증가하는 옵션이 다르며, 공통적으로 최대 생명력 옵션이 증가한다.

#### 무기, 방어구 각성
특정한 장비는 강화 대신 각성수로 각성 시킬 수 있다.

#### 주신의 팔찌 각성
주신의 팔찌는 10단계까지 각성이 가능하며, 각성 시 pvp 방어/공격력 옵션이 증가한다.
특정 단계 이상 각성 시, 일반 마석 슬롯이 추가된다.

## 계급
아이온에서 계급은 매우 중요한 랭킹시스템이다. 계급이 높으면 더 좋은 아이템을 착용할 수 있고, 장교용 소모품을 구입할 수 있으며, 5성장교 이상은 '수호신장 변신'이라는 강력한 스킬을 쓸 수 있는 등 다양한 혜택이 주어진다.
서버 각 종족의 순위에 따라 계급이 결정된다.
- 1위: 총사령관
- 2-3위: 사령관
- 4-10위: 대장군
- 11-30위: 장군
- 31-100위: 5성 장교
- 101위-300위: 4성 장교
- 301위-500위: 3성 장교
- 501위-700위: 2성 장교
- 701위-1000위: 1성 장교

라이브 서버에서는 1급병 까지는 어비스 포인트로, 장교 계급부터는 명예포인트 순위를 통해 계급이 정해진다.
매일 낮 12시에 명예 포인트 순위에 따라 계급이 재 산정되며, 이 때 계급에 따라 명예 포인트가 일정량 감소한다.
마스터 서버에서는 필요 어비스 포인트를 충족하면 어비스 포인트 순위를 통해 계급이 정해진다.

## 컨텐츠
아이온에는 일반 mmorpg에서 즐길 수 있는 것보다 다양한 컨텐츠들이 존재한다.

### 커스터마이징
아이온은 다양한 커스터마이징 기능으로 인기를 끌었다.

#### 외모 변경
아이온에서는 캐릭터의 외모를 다양하게 바꿀 수 있다. 공식 사이트에는 자신이 만든 외모를 자랑 하기도 하고, 외모 변경을 위한 소스를 서로 공유하기도 한다. 외모가 마음에 들지 않으면 캐쉬로 외모/성별 변경권을 사용해 바꾸면 된다.

#### 외형 변경
아이온에서는 장비의 외형을 다양하게 바꿀 수 있다. 특히 외형 변경만을 위한 장비 아이템이있다는 것은 이 게임의 큰 특징이라고 할 수 있으며, 꾸준히 새로운 외형이 개발되고 있다. 또한 공개 사이트에서는 외형 정보 공유가 활발히 이루어지고 있고, 외형 변경을 전문적으로 다루는 사람을 '외변성'이라고도 부른다.
외형을 변경하기 전, 아이템에 ctrl+마우스 왼쪽버튼을 누르면 외형을 장착한 모습을 미리 볼 수 있다. 외형을 변경할 수 없는 아이템(늘어나는 무기 등등)도 있으니 미리 확인을 해야 한다.
악세서리를 제외한 모든 장비는 외형 변경이 가능하며, 장비 외형 변경사를 통해 외형을 변경할 수 있다. 외형을 변경한 이후에 외형을 추출한 아이템은 사라지며, '외형 추출 반복 불가'라는 옵션이 있는 아이템은 한 번 외형을 추출한 이후에 다시 외형을 추출해 사용할 수 없다.

#### 염색
장비 아이템의 색을 변화시키는 과정이다. 채집을 통한 꽃잎이나 염색약을 이용해 쉽게 변경할 수 있다.

### 퀘스트
아이온에서는 레벨업, 아이템 보상, 대부분의 컨텐츠 보상 등은 퀘스트로 진행이 된다. 게임 내에서 퀘스트창(j)을 열면 확인할 수 있다. 진행 내용이나 방법을 모를 경우 퀘스트 창 내에서 파워북으로 검색하면 확인할 수 있다. 또한 npc나 퀘스트 완료에 필요한 내용을 표시해주는 '위치찾기'기능도 있다.

#### 메인(미션) 퀘스트
노란색으로 표시되는 퀘스트이다. 아이온의 메인 스토리를 따라 진행되는 퀘스트이며, 다양한 임무의 연속으로 이루어져 있다. 보상이 매우 좋기 때문에, 아이온의 스토리를 알기 위해서 뿐만 아니라 빠른 레벨업을 위해서 필수적으로 완료하는 것이 좋다.

#### 중요 퀘스트
파란색으로 표시되는 퀘스트이다. 유용한 정보를 담고 있거나 다른 퀘스트보다 보상이 더 좋은 퀘스트 들이다. 맵에 파란색 퀘스트가 표시되면 꼭 확인해 보는 것이 좋다.

#### 일반 퀘스트
하늘색으로 표시되는 퀘스트이다. 미션의 가지가 되는 스토리 등을 다룬다. 최고 레벨 달성시 필수적으로 진행하는 퀘스트 중에서도 일반 퀘스트로 표시되는 경우가 있기 때문에, 컨텐츠를 즐길 때 관련 퀘스트 내용과 보상을 확인할 필요가 있다.

#### 이벤트 퀘스트
붉은 색으로 퀘스트로 진행되는 이벤트가 있을 경우 볼 수 있다.

### 인스턴스 던전[14]
아이온에는 다양한 인스턴스 던전이 존재한다. 다양한 던전들이 있기 때문에, 목적에 따라 알맞게 선택해서 이용해야 한다.
- 레벨 업을 위한 대표적인 인스턴스 던전
  - 하라멜(Lv16이상)
  - 노흐사나 훈련소(Lv25이상)
  - 불의 신전(Lv27이상)
  - 악몽(Lv37이상)
  - 드라웁니르 동굴(Lv39이상)
  - 강철갈퀴 호(Lv40이상)
  - 강철갈퀴 호 선실(Lv40이상)
  - 아드마 성채(Lv46이상)
  - 테오보모스 비밀연구소(Lv46이상)
  - 암흑의 포에타(Lv48이상)
  - 버려진 우다스 신전(Lv51이상)
  - 우다스 신전 지하(Lv51이상)
  - 카스파 내부(Lv51이상)
  - 파슈만디르 사원(Lv53이상)
  - 아투람 공중요새(Lv55이상)
  - 렌투스 기지(Lv57이상)
  - 티아마트 성채(Lv57이상)

- 최고 레벨 장비를 맞추기 위한 대표적인 인스턴스 던전
  - 용제의 안식처
  - 사우로 군수기지
  - 룬의 보호탑
  - 루나디움
  - 철벽의 보루
  - 카탈라마이즈
  - 운명의 렌투스 기지
  - 비통한 용제의 안식처
  - 마나카르나

- 어비스 포인트, 명예 포인트, 훈장, 외형등의 보상을 얻기 위한 대표적인 인스턴스 던전
  - 아라카
  - 부서진 심연의 잔해
  - 요르문간드의 다리
  - 빼앗긴 룬의 안식처
  - 철벽의 보루
  - 카탈라마이즈
  - 마나카르나
  - 봉인된 지식의 전당
  - 저주받은 도르겔 저택
  - 레기온 영지전

### 전장, 투기장
종족 또는 플레이어들이 경쟁하는 곳이다. 상대 플레이와의 원활한 매칭이 중요한 만큼, 특정 시간 동안에만 이용할 수 있게 되어있다. 결과에 따라 다양한 보상이 존재한다.

### 요새전[16]
요새전은 어비스와 용계에 위치한 요새를 점령하기 위한 천족, 마족, 용족의 대규모 종족 전투라고 할 수 있다.
요새전에 참여하여 공성이나 수성에 성공하면 기여도에 따라 공훈 보상(공훈 훈장, 어비스 포인트, 명예 포인트 등)을 받을 수 있다. 그리고 각 요새를 점령한 종족은 요새 내부에 있는 편의 기능과 전용 인던을 이용하는 등 종족 혜택을 누릴 수 있다.

### 채집(정기 추출), 추출
아이온의 필드에는 광석, 나무, 풀, 물고기 등 다양한 자원이 있으며, 채집 스킬을 이용하면 제작에 쓰이는 재료를 얻을 수 있다. 인간일 때는 채집이라 하고, 데바로 전직한 후에는 정기 추출이라고 한다.
각 자원에는 채집 가능 숙련도가 정해져 있으며, 플레이어의 채집 숙련도가 이와 같거나 높아야만 비로소 채집할 수 있다.
고레벨 인던에서 쉬운 진행을 위해 채집기술이 필요한 경우가 있다.
상공에 떠 있는 오드 덩어리에서 오드를 추출하는 것은 오드 추출이라고 한다.

### 제작
재료 아이템을 소재로 삼아 자신이 배운 스킬로 다양한 아이템을 만드는 행위. 요리, 무기 제작, 금속갑옷 제작, 재봉, 연금술, 세공, 가구 제작의 7종류가 준비되어 있으며, 제작 스킬 별로 각각 다른 아이템을 만들어낼 수 있다.

## 평가
| 통합 점수      | 통합 점수 |
| 통합사         | 점수      |
| -------------- | --------- |
| 메타크리틱     | 76/100    |
| 평론 점수      |           |
| 평론사         | 점수      |
| 유로게이머     | 7/10      |
| G4             | [ 19 ]    |
| 게임스팟       | 6.5/10    |
| 게임스파이     | [ 21 ]    |
| 게임존         | 8/10      |
| IGN            | 8.5/10    |
| PC 게이머 (US) | 70/100    |
| PC 존          | 80/100    |
| 엑스플레이     | [ 25 ]    |
| Gameplanet     | 9.0/10    |

| 수상               | 수상                                          |
| 평론사             | 수상                                          |
| ------------------ | --------------------------------------------- |
| RPGLand.com        | Best MMORPG RPGs of the Year 2009             |
| MMORPG.com         | Best New Game MMORPG.com 2009 Awards          |
| Gamescom           | Best Online Game 2009 Gamescom Awards         |
| PAX                | Best MMO 2009 Inside Gaming’s Best MMO of PAX |
| Korean Game Awards | Best Korean Game of the Year – 2008           |